# Lingue amto-musan
Le lingue amto-musan sono una famiglia di lingue papuasiche parlate nella Provincia di Sandaun della 
Papua Nuova Guinea.

## Classificazione
La famiglie è composta da due lingue:
- Lingua amto (codice ISO 639-3 amt)
- Lingua siawi o musa (codice ISO 639-3 mmp)

Le lingue mostrano alcune somiglianze con la lingua busa, ma non è stata dimostrata una relazione genetica.